# John T. Houghton
John Theodore Houghton (Dyserth, Gales, 30 de diciembre de 1931-Gales, 15 de abril de 2020) fue un físico atmosférico británico que fue copresidente del grupo de trabajo de evaluación científica del Panel Intergubernamental sobre el Cambio Climático (IPCC), ganador del Premio Nobel de la Paz. Fue el editor principal de los primeros tres informes del IPCC. Fue profesor de física atmosférica en la Universidad de Oxford, director general de la Met Office y fundador del Centro Hadley. 
Fue el presidente de la Iniciativa John Ray, una organización que «conecta el medio ambiente, la ciencia y el cristianismo», que ha comparado la administración de la Tierra con la administración del Jardín del Edén por parte de Adán y Eva. Fue miembro fundador de la Sociedad Internacional de Ciencia y Religión. También fue presidente del Instituto Victoria.[cita requerida]

## Biografía
Nacido en Dyserth, fue el segundo de los tres hijos de Sidney y Vivien (nacida Yarwood) Houghton. Su hermano mayor, David (fallecido en 2015), se convirtió en meteorólogo. El tercer y más joven hermano, Paul Houghton, se convirtió en profesor de ingeniería y fue tesorero y presidente de la compañía de la Iniciativa John Ray, conectando el medio ambiente, la ciencia y el cristianismo. 
La familia se mudó a Rhyl cuando John tenía dos años, y él asistió a Rhyl Grammar School, donde descubrió su interés por la ciencia. Continuó su educación en Jesus College, Oxford, obteniendo una maestría (Oxon), MPhil y DPhil.[cita requerida] Fue educado como cristiano evangélico por padres cristianos devotos y creía en el fortalecimiento mutuo entre ciencia y cristianismo, así como entre el cristianismo y el ambientalismo. El cristianismo evangélico de Houghton combinado con su formación científica lo convirtió en una voz importante en los círculos cristianos evangélicos. También era un anciano en la Iglesia Presbiteriana de Aberdovey. 
En 1962, Houghton se casó con la Dra. Margaret Portman, hija del dueño de un molino en Colwyn, Lancashire, y tuvieron dos hijos y siete nietos. Después de su muerte por cáncer en 1986, creó Margaret Houghton Memorial Fund, una unidad de investigación sobre enfermería médica en su memoria. Su segunda esposa, Sheila, se convirtió en su compañera durante casi treinta años. 
Houghton fue científico honorario del Centro Hadley de Predicción e Investigación del Clima en la Met Office (desde 2002), científico honorario en el Laboratorio Rutherford Appleton (desde 1991), administrador de la Fundación Shell (desde 2000), presidente de la Iniciativa John Ray (desde 1997) y en 2013 fue anunciado como miembro del Consejo Asesor de Sure Chill Technology. 
En diferentes momentos, Sir John fue: 
- Miembro del Panel del Gobierno del Reino Unido sobre Desarrollo Sostenible (1994–2000)
- Presidente de la Real Comisión de Contaminación Ambiental (1992–98)
- Presidente o Copresidente del Grupo de Trabajo de Evaluación Científica y del Panel Intergubernamental sobre Cambio Climático (1988–2002)
- Director general (luego Director Ejecutivo) de la Oficina Meteorológica del Reino Unido (1983–91)
- Director del Consejo de Investigación de Ciencia e Ingeniería (también director adjunto del Laboratorio Rutherford Appleton) (1979–83)
- Profesor de Física Atmosférica en la Universidad de Oxford (1976–83)
- Investigador principal de experimentos espaciales en naves espaciales de la NASA

Fue nombrado caballero en 1991. Regresó a Gales y vivió en Aberdyfi. En 2007 criticó el controvertido documental The Great Global Warming Swindle por sus imprecisiones.
Murió de complicaciones de COVID-19 el 15 de abril de 2020, a la edad de 88 años.

## Premios y honores
- Albert Einstein World Award of Science (2009)[6]
- Premio de Japón (2006)
- Premio de la Organización Meteorológica Internacional (1999)
- Sociedad Meteorológica Americana, Miembro Honorario (1998)
- Medalla de oro de la Royal Astronomical Society (1995)
- Premio Global 500, bajo el Programa Ambiental de las Naciones Unidas (1994)
- Premio Anual del Instituto del Clima (1992)
- Conferencia de Bakerian de la Royal Society, (1991);
- Medalla de oro de Symons, Royal Meteorological Society (1990)
- Medalla y Premio Richard Glazebrook, Instituto de Física, (1990);
- Medalla William Gaskell de la Royal Meteorological Society, (1983)
- La medalla y el premio Chree (1979)
- Presidente de la Royal Meteorological Society (1976–1978)
- Miembro elegido de la Royal Society (1972)

Recibió doctorados honorarios en ciencias de las Universidades de Gales (1991), Stirling (1992), East Anglia (1993), Leeds (1995), Heriot-Watt (1996), Greenwich (1997), Glamorgan (1998), Reading (1999), Birmingham (2000), Gloucestershire (2001), Hull (2002) y Dalhousie (2010). Fue miembro honorario del Jesus College, Oxford, y de la Universidad de Gales, Lampeter, y también fue miembro fundador de la Learned Society of Wales. 

## Legado
Una escultura de metal de Sir John Houghton fue erigida en Rhyl en 2013, junto con figuras de otras dos celebridades locales, Don Spendlove y Mike Peters.

## Publicaciones
Sus publicaciones incluyen 
- ¿Dios juega a los dados? 1988, Intervarsity Press
- Global Warming, the Complete Briefing, 1994, Lion Publishing (2a edición 1997, Cambridge University Press; 3a edición 2004, Cambridge University Press; 4a edición 2010, Cambridge University Press; 5a edición 2015, Cambridge University Press)
- La búsqueda de Dios ¿Puede ayudar la ciencia? 1995, Lion Publishing
- Physics of Atmospheres, 1977. 2nd edition 1986, 3rd edition 2002, Cambridge University Press.
- Cambio climático, Evaluación Científica del IPCC, eds. JT Houghton, GJ Jenkins y JJ Ephraums, 1990, Cambridge University Press
- Cambio climático 1992, Informe Suplementario a la Evaluación Científica del IPCC, eds. JT Houghton, BA Callander y SK Varney, 1992, Cambridge University Press
- Cambio climático 1994, Forzamiento radiativo del cambio climático y una evaluación de los escenarios de emisiones IS92 del IPCC, eds. JT Houghton, LG Meira Filho, J. Bruce, Hoesung Lee, BA Callander, E. Haites, N. Harris y K. Maskell, 1994, Cambridge University Press
- Cambio climático 1995, la ciencia del cambio climático, eds. JT Houghton, LG Meira Filho, BACallander, N. Harris, A. Kattenberg y K. Maskell, 1995, Cambridge University Press
- Climate Change 2001, The Scientific Basis, eds JT Houghton, Y. Ding, DJ Griggs, M. Noguer, PJ van der Linden, X. Dai, K. Maskell, CA Johnson, 2001 Cambridge University Press

## Cita equivocada
En un artículo de noviembre de 2006 en The Daily Telegraph de Australia, el periodista Piers Akerman citó a Houghton diciendo "A menos que anunciemos desastres, nadie escuchará", atribuyendo la cita a su libro de 1994 Global Warming, The Complete Briefing. Esto ha sido citado por muchos escépticos, incluidos Benny Peiser y Christopher Monckton, y aparece en la parte superior de la portada de The Real Global Warming Disaster de Christopher Booker. Sin embargo, la cita no aparece en ninguna edición del libro de Houghton. Houghton nunca dijo tal cosa y creyó lo contrario. Los editores de The Real Global Warming Disaster, The Continuum International Publishing Group, se disculparon por la referencia a esa cita, confirmaron (además de la confirmación de Booker) que no se repetirá y acordaron colocar una corrección de errores en cualquier otra copia del libro. En un artículo que apareció en The Sunday Telegraph el 20 de febrero de 2010, Christopher Booker pretendió corregir la cita errónea contenida en The Real Global Warming Disaster, pero este artículo contenía aún más imprecisiones. Como resultado, Houghton remitió el asunto a la Comisión de Quejas de Prensa (Referencia PCC 101959). Tras la participación del PCC, The Sunday Telegraph publicó el 15 de agosto de 2010 una carta de corrección de Houghton indicando su verdadera posición. Un artículo de apoyo de Houghton también apareció en la edición del 21 de mayo de 2010 de New Scientist.
La cita correcta fue: "Si queremos una buena política ambiental en el futuro tendremos que tener un desastre. Es como la seguridad en el transporte público. La única forma en que los humanos actuarán es si ha habido un accidente".